# Kenitra
Kenitra (Arabisch: القنيطرة, Tamazight: ⵇⵏⵉⵟⵔⴰ) is een stad in Marokko. De stad ligt in het noordwesten van het land, aan de rivier de Sebou. Het is de hoofdstad van de gelijknamige provincie Kénitra en ligt in de regio Rabat-Salé-Kénitra. De stad heeft 507.736 inwoners (2024).

## Geschiedenis
Voor Marokko een Frans protectoraat werd, was er alleen een kasba op de plek van de stad. In 1912 werd de stad gesticht door Hubert Lyautey, de Franse resident-generaal, als Port Lyautey. In 1956, toen Marokko onafhankelijk werd, kreeg de stad zijn huidige naam.
Tijdens de Tweede Wereldoorlog was de stad een landingsplaats voor Amerikaanse troepen. De torpedobootjager Dallas zette een team Rangers aan land, dat het Franse militaire vliegveld veroverde. Na de oorlog werd het vliegveld uitgebreid tot een volledige Amerikaanse marineluchtvaartbasis, ook het Franse leger was aanwezig op de basis. Vanaf de jaren 1960 werd de basis langzaam overgedragen aan de Marokkaanse luchtmacht, de laatste Amerikaanse militair verliet de basis in 1977.
Kenitra was de hoofdstad van de voormalige regio Gharb-Chrarda-Béni Hsen. Deze fuseerde in 2015 met de regio Rabat-Salé-Zemmour-Zaer om de regio Rabat-Salé-Kenitra te vormen.

## Geboren
- Brahim Boutayeb (1959), hardloper
- Saïd Aouita (1959), hardloper
- Sam Cherribi (1959), Marokkaans-Nederlands socioloog en Nederlands politicus
- Mohamed Guezzaz (1962), voetbalscheidsrechter
- Ali Bouabé (1979), voetballer
- Nayef Aguerd(voetballer)